# Sultan Al Ghaferi
Sultan Al Ghaferi (tiếng Ả Rập: سلطان الغافري) (born September 18, 1986) là một cầu thủ bóng đá người Các Tiểu vương quốc Ả Rập Thống nhất, hiện tại thi đấu cho Al Wahda FC. Anh chuyển từ Baniyas đến Al Ain vào mùa hè năm 2013.